# Хор (сезон 5)
«Хор» (англ. Glee) — американский телевизионный сериал, выходящий на канале FOX с 19 мая 2009 года, и рассказывающий о хоре «Новые горизонты» вымышленной школы имени Уильяма МакКинли в городе Лайма, штат Огайо. Пятый сезон включает 20 серий, вышедших в США с 26 сентября 2013 по 13 мая 2014 года.

## Производство
19 апреля 2013 представитель канала FOX Кевин Рейли объявил о продлении сериала на пятый и шестой сезон. Первоначально планировалось начать съёмки в июле с последующей премьерой 19 сентября, однако из-за смерти Кори Монтейта, исполнителя роли Финна Хадсона, они были отложены на август, а выход в эфир перенесён на 26 сентября. Актёр скоропостижно скончался 13 июля, в связи с чем производственный график сериала был изменён, чтобы его коллеги смогли прийти в себя, а сценаристы получили время для изменения сюжетных линий.

## Актёры
Актёрский состав сериала претерпел некоторые изменения по сравнению с предыдущим сезоном. Хизер Моррис (Бриттани), Марк Саллинг (Пак), Эмбер Райли (Мерседес) и Гарри Шам-младший (Майк) Дианна Агрон (Куинн) были выведены из основного актёрского состава. В свою очередь, Джейкоб Артист (Джейк), Мелисса Бенойст (Марли), Блейк Дженнер (Райдер), Алекс Ньюэлл (Юник) и Бекка Тобин (Китти), стали постоянными актёрами сериала. Помимо этого, несколько второстепенных актёров «Хора» получили постоянные роли в новых проектах, в связи с чем их сюжетные линии в пятом сезоне были сокращены. Это касается Майка О’Мэлли («Добро пожаловать в семью»), Джеймы Мэйс («Миллеры») и Ванессы Ленгиз («Миксология»).
| Основной состав Даррен Крисс — Блэйн Андерсон (20 серий) Лиа Мишель — Рэйчел Берри (20) Крис Колфер — Курт Хаммел (20) Корд Оверстрит — Сэм Эванс (19) Кевин Макхейл — Арти Абрамс (18) Ная Ривера — Сантана Лопез (15) Дженна Ашковиц — Тина Коэн-Чанг (14) Мэттью Моррисон — Уилл Шустер (14) Джейн Линч — Сью Сильвестр (14) Мелисса Бенойст — Марли Роуз (13) Джейкоб Артист — Джейк Пакерман (13) Бекка Тобин — Китти Уайлд (13) Блейк Дженнер — Райдер Линн (13) Алекс Ньюэлл — Уэйд «Юник» Адамс (13) | Второстепенные персонажи и приглашенные звезды Эмбер Райли — Мерседес Джонс (12 серий) Лорен Поттер — Бекки Джексон (11) Эрин Вестбрук — Бри (7) Брэд Эллис — Брэд (7) Икбал Теба — Фиггинс (5) Адам Ламберт — Эллиотт «Старчайлд» Гилберт (5) Райан Хайнке — Бретт Буковски (5) Питер Фачинелли — Руперт Кэмпион (4) Деми Ловато — Дэни (4) Дот Джонс — Шеннон Бист (4) Майк О’Мэлли — Берт Хаммел (4) Майкл Лернер — Сидни Грин (4) Марк Саллинг — Ноа Пакерман (3) Гарри Шам-мл. — Майк Чанг (3) Нини Ликс — Роз Вашингтон (3) Хизер Моррис — Бриттани Пирс (3) Йоан Гриффит — Паоло (2) Кристин Ченовет — Эйприл Роудс (2) Гвинет Пэлтроу — Холли Холидей (2) Ширли Маклейн — Джун Доллоуэй (2) Джейма Мейс — Эмма Пиллсбери (2) Фиби Строул — Пенни Оуэн (2) Роми Роузмонт — Кэрол Хадсон-Хаммел (2) Дианна Агрон — Куинн Фабре (2) Памела Чан — Дотти Казатори (2) Грант Гастин — Себастьян Смайт (1) Триша Рэй Стал — Милли Роуз (1) Тайра Бэнкс — Бише (1) Брайс Джонсон — Коди Толентино (1) Скайлар Эстин — Жан-Батист (1) Джеки Гарри — Джеки Гарри (1) Марли Мэтлин — Марли Мэтлин (1) Чейс Кроуфорд — Бифф Макинтош (1) Вупи Голдберг — Кармен Тибидо (1) Макс Адлер — Дэйв Карофски (1) Джош Сассмэн — Джейкоб Бен Израэль (1) Джим Раш — Ли Полблатт (1) Джун Скуибб — Мэгги Бэнкс (1) Билли Ди Уильямс — Энди Коллинз (1) Тим Конуэй — Марти Роджерс (1) Кристен Шаал — Мэри Халлоран (1) |

## Эпизоды
| № | Премьера         | Оригинальное название             | Русское название               | Сценарист                           | Режиссёр       |
| --- | ---------------- | --------------------------------- | ------------------------------ | ----------------------------------- | -------------- |
| 89 (5.01) | 26 сентября 2013 | Love, Love, Love                  | Любовь, любовь, любовь         | Брэд Фэлчак                         | Брэдли Бакер   |
| Уилл предлагает ребятам отдать дань уважения «The Beatles». После не очень удачного прослушивания Рэйчел соглашается на предложение Сантаны поработать официанткой. Китти начинает встречаться с Арти, но не хочет афишировать их отношения. Подставив Фиггинса, Сью возвращается в школу в качестве директора. Блэйн собирается сделать предложение Курту и просит помощи у друзей из «Новых горизонтов», «Соловьёв», «Вокального адреналина» и «Хэвербрука». |                  |                                   |                                |                                     |                |
| 90 (5.02) | 3 октября 2013   | Tina In The Sky With Diamonds     | Тина в небесах с алмазами      | Йэн Бреннан                         | Йэн Бреннан    |
| «Новые горизонты» продолжают исполнять хиты ливерпульской четвёрки. Тина во что бы то ни стало хочет стать королевой выпускного бала, но встречает противостояние со стороны коварной черлидерши Бри. Сантана сближается с девушкой по имени Дэни, которая тоже работает в кафе. Сэм увлечён новой школьной медсестрой Пенни Оуэн. Рэйчел получает роль в «Смешной девчонке».                                                                                  |                  |                                   |                                |                                     |                |
| 91 (5.03) | 10 октября 2013  | The Quarterback                   | Защитник                       | Райан Мёрфи Йэн Бреннан Брэд Фэлчак | Брэд Фэлчак    |
| Бывшие и нынешние члены хора собираются, чтобы вместе вспомнить умершего Финна Хадсона. Уилл поддерживает своих учеников в трудный момент, подавляя при этом собственные эмоции. Сантана и Сью высказывают друг другу то, что долго держали в себе. Разбирая с Бертом и Кэрол вещи сводного брата, Курт находит его спортивную куртку. Бист помогает Паку пережить потерю лучшего друга. Рэйчел ищет в себе силы принять случившееся.                          |                  |                                   |                                |                                     |                |
| 92 (5.04) | 7 ноября 2013    | A Katy or a Gaga                  | Кэти или Гага                  | Рассел Френд Гарретт Лернер         | Йен Бреннан    |
| Участники «Новых горизонтов» примеряют образы Леди Гаги и Кэти Перри. Сэм пытается привлечь внимание Пенни, музыкальные вкусы которой, кажется, слишком отличаются от его собственных. В идиллических отношениях Марли и Джейка назревает кризис. Курт хочет собрать свою группу и просит Сантану, Дэни и Рэйчел присоединиться к нему. На прослушивание приходит эксцентричный вокалист Эллиотт Гилберт, выступающий под псевдонимом Старчайлд.               |                  |                                   |                                |                                     |                |
| 93 (5.05) | 14 ноября 2013   | The End of Twerk                  | Конец тверка                   | Майкл Хичкок                        | Венди Станцлер |
| Сью намерена пресечь популяризацию тверка — откровенного танца, который «Новые горизонты» хотят использовать на ближайших соревнованиях. Посещение школьного туалета становится проблемой для Юник. Рэйчел уговаривает Курта сделать тату. Марли узнаёт, что Джейк изменил ей с Бри. |                  |                                   |                                |                                     |                |
| 94 (5.06) | 21 ноября 2013   | Movin' Out                        | Выход из игры                  | Роберто Агирре-Сакаса               | Брэд Фэлчак    |
| Хор исполняет песни Билли Джоэла. Сью устраивает в школе ярмарку вакансий, но при этом противится попыткам Арти найти подходящий колледж для Бекки Джексон. Блэйн и Сэм едут в Нью-Йорк, где первый собирается пройти прослушивание в академию драматических искусств, а второй решает попробовать себя в модельном бизнесе. Райдер предлагает Марли встречаться с ним.                                                                                        |                  |                                   |                                |                                     |                |
| 95 (5.07) | 28 ноября 2013   | Puppet Master                     | Кукловод                       | Мэттью Ходжсон                      | Пол Маккрейн   |
| Блэйн, обвинённый друзьями в авторитарных замашках, начинает в буквальном смысле представлять себя кукловодом. Курт организует первое выступление своей группы «Памела Лэнсбери». Бри говорит Джейку, что беременна от него. Сью пытается стать более женственной, чтобы произвести впечатление на члена школьного совета. |                  |                                   |                                |                                     |                |
| 96 (5.08) | 5 декабря 2013   | Previously Unaired Christmas      | Ранее не вышедшее рождество    | Росс Максвелл                       | Венди Станцлер |
| Рождество 2012 года. Рэйчел, Курт и Сантана подрабатывают, изображая эльфов в универмаге, и приглашают на ужин нового знакомого Коди Толентино. Ученики Маккинли заняты конкурсом на лучшую ёлку и организацией живого вертепа. |                  |                                   |                                |                                     |                |
| 97 (5.09) | 25 февраля 2014  | Frenemies                         | Заклятые друзья                | Нед Мартел                          | Брэдли Бакер   |
| Тина и Арти борются за право произнести речь на выпускном. Сантана становится дублёршей Рэйчел в «Смешной девчонке», что приводит к конфликту между ними. Курт пытается лучше узнать Эллиотта. |                  |                                   |                                |                                     |                |
| 98 (5.10) | 4 марта 2014     | Trio                              | Трио                           | Ривка София Росси                   | Йен Бреннан    |
| Из-за ссоры Сантаны и Рэйчел, квинтет «Памела Лэнсбери» превращается в трио. Блэйн надеется провести идеальный вечер с Тиной и Сэмом, но всё идёт не так, как он планировал. Эмма и Уилл пытаются зачать ребёнка. |                  |                                   |                                |                                     |                |
| 99 (5.11) | 11 марта 2014    | City of Angels                    | Город ангелов                  | Джессика Мейер                      | Элоди Кин      |
| «Новые горизонты» отправляются в Лос-Анджелес на национальные соревнования, где их главным соперником становится хор «Горлодёры». Бёрт и Кэрол приезжают поддержать друзей покойного сына, которому те посвящают своё выступление. Узнав о том, что Марли намерена бросить музыку, Райдер и Джейк обращаются за помощью к Мерседес. |                  |                                   |                                |                                     |                |
| 100 (5.12) | 18 марта 2014    | 100                               | 100                            | Райан Мёрфи Йэн Бреннан Брэд Фэлчак | Пэрис Барклай  |
| После поражения «Новых горизонтов» на соревнованиях Сью закрывает кружок. Бывшие ученики приезжают в Маккинли, чтобы попрощаться с хором. Рэйчел и Мерседес вспоминают о былой борьбе за лидерство, а Бриттани, Сантана, Куинн и Пак — о былых чувствах. Эйприл Роудс и Холли Холидей пытаются помочь Уиллу и ребятам. |                  |                                   |                                |                                     |                |
| 101 (5.13) | 25 марта 2014    | New Directions                    | Новые горизонты                | Брэд Фэлчак                         | Брэд Фэлчак    |
| Сантана решает отказаться от участия в «Смешной девчонке» и отправиться в путешествие с Бриттани. Куинн принимает предложение Пака встречаться с ним. Тина, Блэйн, Сэм, Арти и Бекки заканчивают школу. Хор «Новые горизонты» прекращает своё существование. |                  |                                   |                                |                                     |                |
| 102 (5.14) | 1 апреля 2014    | New New York                      | Новый Нью-Йорк                 | Райан Мёрфи                         | Санаа Хамри    |
| Блэйн и Курт сталкиваются с трудностями совместной жизни. Сэм получает первую работу в качестве модели. Арти испытывает проблемы с передвижением по городу, в то время как Рэйчел обзаводится личным шофёром. Мерседес покидает Лос-Анджелес, чтобы присоединиться к друзьям в Нью-Йорке. |                  |                                   |                                |                                     |                |
| 103 (5.15) | 8 апреля 2014    | Bash                              | Удар                           | Йэн Бреннан                         | Брэдли Бакер   |
| Курт попадает в больницу после нападения на почве гомофобии. Подруги Мерседес отговаривают её от возобновления отношений с Сэмом из-за разницы в цвете кожи между ними. Рэйчел всё труднее совмещать репетиции мюзикла и учёбу в академии. |                  |                                   |                                |                                     |                |
| 104 (5.16) | 15 апреля 2014   | Tested                            | Проверено                      | Рассел Френд Гарретт Лернер         | Пол Маккрейн   |
| Анализ на хламидиоз Арти, который встречается с несколькими девушками одновременно, оказывается положительным. Блэйн испытывает комплекс неполноценности перед Куртом из-за своей физической формы. Мерседес просит Сэма повременить с сексуальной близостью. |                  |                                   |                                |                                     |                |
| 105 (5.17) | 22 апреля 2014   | Opening Night                     | Премьера                       | Майкл Хичкок                        | Эрик Штольц    |
| Долгожданная премьера «Смешной девчонки» заставляет Рэйчел поволноваться. Сью проводит выходные в Нью-Йорке, где знакомится с ресторатором Марио. У Эммы и Уилла появляется сын — Дэниел Финн Шустер. |                  |                                   |                                |                                     |                |
| 106 (5.18) | 29 апреля 2014   | The Back-Up Plan                  | Запасной план                  | Роберто Агирре-Сакаса               | Йэн Бреннан    |
| Рэйчел притворяется больной, чтобы пропустить спектакль и попасть на пробы для телесериала. Богатая светская львица Джун Доллоуэй предлагает Блэйну помощь в развитии карьеры. Мерседес подключает Сантану к работе над своим альбомом. |                  |                                   |                                |                                     |                |
| 107 (5.19) | 6 мая 2014       | Old Dog, New Tricks               | Старая собака, новые трюки     | Крис Колфер                         | Брэдли Бакер   |
| Курт играет Питера Пэна в постановке дома престарелых для бывших актёров. Чтобы улучшить свой имидж, Рэйчел решает заняться благотворительностью. Сэм берёт пса из приюта для животных, но Мерседес считает, что они не смогут заботиться о собаке. |                  |                                   |                                |                                     |                |
| 108 (5.20) | 13 мая 2014      | The Untitled Rachel Berry Project | Безымянный проект Рэйчел Берри | Мэттью Ходжсон                      | Брэд Фэлчак    |
| Чтобы придумать сюжет для сериала с участием Рэйчел, эксцентричная сценаристка Мэри Халлоран проводит время с ней и её близкими. Бриттани навещает друзей в Нью-Йорке. Карьерные успехи Сэма и Мерседес заставляют их переосмыслить свои отношения. Блэйн привлекает Курта к выступлению на своём концерте, несмотря на сопротивление Джун. |                  |                                   |                                |                                     |                |